# Ordinul Templului Solar
Ordinul Templului Solar - (în limba franceză Ordre du Temple Solaire (OTS) [numit și Organizația Internațională Cavalerească a Tradiției Solare sau Templul Solar] este un cult organizat ca o societate secretă bazată pe idealurile Cavalerilor Templieri.

## Istorie
Cultul a fost înființat în 1984 de Joseph di Mambro și Luc Jouret la Geneva, dar există indicii că originea sa este mai veche, mergând până la autorul francez Jacques Breyer în 1952. Organizarea și ideologia grupării au fost inspirate din cele ale Ordinului Templului Estic a lui Aleister Crowley și din Ordinul Hermetic Golden Dawn aparținând tradiției rozacruciene, iar cele mai multe dintre ritualurile sectei imită tradiția masonică. Până la acel moment, Di Mambro activase într-o organizație înființată de el numită Centrul pentru Pregătirea Noii Ere la granița dintre Franța și Elveția.
Idealurile Ordinului Templului Solar sunt similare cu cele ale Cavalerilor Templieri, dar în mare parte comune cu cele ale propagandei teozofice a lui Alice Bailey cu privire la Noua Eră și Noua Ordine Mondială. În cartea sa din 1975 "Pourquoi la Résurgence de l'Ordre du Temple?" Tome Premier: Le Corps (De ce o reînviere a Ordinului Templului Solar? Vol. Unu: Corpul), Peronnik (un pseudonim al membrului sectei pe nume Robert Chabrier) afirma că scopurile grupării includ stabilirea ”noțiunilor corecte de autoritate și putere în lume”, asistarea umanității prin ”Marea Tranziție” (vezi asemănarea cu zvonistica legată de ”Marea Translație” din 2012 și cu ”Evenimentul” ce ar fi fost declanșat de presupusele nave extraterestre siriusiene ”camuflate” de recent decedată cometa ISON sau de mai vechea cometă Hale-Boop), afirmarea supremației spiritualului asupra temporalului și unificarea tuturor bisericilor creștine și islamice, pregătirea pentru a doua sosire a lui Christos, precum și atingerea ”nivelului de conștiință de pe Sirius”.
Autoritatea centrală a OTS a fost Sinagoga Templului a cărei membri erau numiți în secret. Cei 33 de membri - număr în acord cu cele 33 de grade masonice - erau cunoscuți ca Frații Bătrâni de Rozacruce. Consiliul Ordinului acredita Loji conduse de un ”Comandant Regional” și 3 ”Bătrâni”, iar progresarea în Ordin se făcea pe niveluri și grade, la fel ca în grupările masonice clasice. Lojele aveau altare, ritualuri și costume. Membrii erau inițiați la fiecare stadiu de avansare în ceremonii care includeau purtarea de costume și robe scumpe, bijuterii, insigne și epoleți, săbii etc. Avansarea se făcea în mod oficial de către Di Mambro prin marcarea simbolică a inițiatului cu ajutorul unei săbii despre care el spunea că este un artifact autentic pe care l-ar fi primit cu o mie de ani în urmă într-o viață anterioară.

## Crimele în masă
Pe 30 septembrie 1994 un bărbat elvețian de 35 de ani, soția sa și copilul în vârstă de trei luni au fost uciși în Morin Heights din Québec deoarece acel copil fusese considerat ca fiind Anticristul.
În data de 5 octombrie 1994 ,53 de membrii ai cultului au fost găsiți morți în Elveția ,inclusiv fondatorii Luc Joret și Joseph Di Mambro. Conform autopsiei membri sectei au fost fie otrăviți fie au avut pungi pe cap și au fost împuscați. S-au descoperit 23 de cadavre  într-o fermă arsă din localitatea Chiery ,Elveția și alte 25 în pădurea din Granges-sur-Salvan, din Valais, Elveția, Toți purtau haine de ceremonie albe și erau aranjate într-un cerc, cu picioarele împreună, cu fața unui templu.
La 21 decembrie 1995, într-o poiană situată de asta data in masivul francez Vercors alte 16 cadavre au fost găsite, arse și similarîn ritual cu prima sinucidere în masă. Printre victime au fost trei copii și, în ambele cazuri, participarea voluntară la acte a fost discutabilă.
Pe 21 martie 1997 alte 5 persoane s-au sinucis în Canada la Saint Casimir ,printre acestia a fost și Emanuelle Di Mambro, fiul fondatorului.
Numărul de morți care au legătură cu Ordinul Templului Solar au ajuns ,până în prezent, la 74 de persoane.